# 8과 1/2 우먼
8과 1/2 우먼(8 1/2 Women)은 미국에서 제작된 피터 그리너웨이 감독의 1999년 코미디, 드라마 영화이다. 존 스탠딩 등이 주연으로 출연하였고 키스 카산더 등이 제작에 참여하였다.

## 출연

### 주연
- 존 스탠딩
- 매튜 딜러미어

### 조연
- 우쥔메이
- 이능정
- 바바라 사라피안
- 마노 키리나
- 토니 콜렛

## 제작진
- 공동제작: 지미 드 브라번트
- 미술: 윌버트 밴 도프
- 미술: 와다 에미
- 의상: 와다 에미
- 배역: 다니엘 로페